# 長田暁二
長田 暁二（おさだ ぎょうじ、1930年〈昭和5年〉3月19日 - 2024年〈令和6年〉11月4日）は、日本の音楽文化研究家、音楽プロデューサー。ポリドール・レコード学芸部長、徳間音楽工業常務取締役、テイチクエンタテインメント顧問を歴任。

## 来歴・人物
岡山県笠岡市生まれ。笠岡市の禅寺威徳寺の次男として育つ。1953年、駒澤大学英米文学科卒業。
大学在学中からコロムビアレコードでアルバイトをし、レコード業界に出入り。卒業後、同年キングレコード入社。童謡担当ディレクターを振り出しに22年間ディレクターを務めた。
1968年、芸術祭賞受賞（児童のための音楽入門レコード『チュウちゃんが動物園へいったお話』）に始まり、同奨励賞3回、批評家選賞1回。日本レコード大賞企画賞3回、特別賞4回、童謡賞は「ちいさい秋みつけた」をはじめとして7回。新人賞は「下町の太陽」で倍賞千恵子、作曲賞は「さよならはダンスのあとに」で小川寛興など。1966年度、ADFレコード大賞『イタリア古典歌曲集』、1974年度、フランスのACCディスク大賞（世界で最も権威あるレコード大賞）を「ピアノと鳥とメシアンと」（ピアノ木村かをり・指揮岩城宏之）で受賞。企画制作した担当レコードの受賞多数。
1975年にポリドール・レコードに移り、のち学芸部長。その後徳間音工常務取締役、テイチクエンタテインメント顧問を歴任。1982年フリーになり、10月に音楽制作会社「明治音楽企画」を設立し代表取締役に就任。同月に出家して仏門に帰依した。
童謡、民謡、軍歌、なつメロ、歌謡曲、歌曲、オペラなど活動範囲は幅広く、特に抒情歌に造詣が深い。
著書に「流行歌20世紀」「日本民謡事典」他、著作は約500冊にも上る。他にもCDのライナーノーツ、新聞、雑誌への寄稿、コンサートなどの舞台構成、演出、司会、TV・ラジオの台本、出演、音楽文化講演の講演活動も多い。
2015年6月『戦争が遺した歌 - 歌が明かす戦争の背景』（全音楽譜出版社）を刊行。｢歌の視点から戦争と平和を問うた大著｣と評される。
同年、JASRAC音楽文化賞を受賞。
2024年11月4日の夜、神奈川県の病院で死去した。94歳没。

### エピソード
- 3歳の時に汽車にひかれ入院。退院して痛みで泣いてばかりいると、父親がポータブル蓄音機を買ってくれた。一人でも聴けるようにと針の落とし方を何回も練習させられ、一日中それを聴いていた。字が読めない頃、それで自然と音楽に親しむ。
- 学校に行くようになってもうまく歩けずに、周りから杖を取り上げられたりといじめられ友達もできず。変われたきっかけは、音楽の時間に「せいくらべ」を歌った時、先生が「お前は耳が良い」と褒めてくれた。それからは授業で新しい曲を練習するたびに、まず「長田、歌え」と言ってくれて、そのことが自信につながる。
- 大学で英文科に入った理由は仏典の英訳をしたいと思ったから。
- 大学での部活は児童教育部に所属。後にCDアルバム「佛教讃歌集」編集では600人の同窓会員が投票して25曲を選んだ。
- お坊さんになるつもりで得度を2度した。最初は小学3年時、岡山県の永祥寺（那須与一の墓がある）にて。2回目は1982年に徳間ジャパンを辞めた際。修行し直してお寺へ帰ろうと思い、静岡県袋井市の寺院可睡斎で。
- コロムビアレコードのバンドボーイのバイトでは美空ひばりや藤山一郎、霧島昇らのレコーディングの準備や片付けを経験。

## 著書
- 日本抒情歌大全集＜第1集～第4集＞ピアノ伴奏・解説付き（ドレミ楽譜出版社）
- 世界抒情歌全集 ＜第1集～第3集＞ ピアノ伴奏・解説付（ドレミ楽譜出版社）
- 日本唱歌名曲集（全音楽譜出版社）
- 日本童謡名曲集 伴奏付 付録・日本童謡発達小史（全音楽譜出版社）
- 流行歌20世紀（全音楽譜出版社）
- わたしのレコード100年史（英知出版）
- 童謡歌手からみた日本童謡史（大月書店）
- 知っているようで知らない音楽おもしろ雑学事典（ヤマハミュージックメディア）
- 四季の歌暦366（ヤマハミュージックメディア）
- 絵でとく日本の歌 見て読む本（ヤマハミュージックメディア）
- 歌に潜む仏教のこころ（国書刊行会）
- 世界の愛唱歌 ハンドブック 1000字でわかる名曲ものがたり（ヤマハミュージックメディア）
- あの歌この歌こぼれ話（全音楽譜出版社）
- 改訂増補平成版日本民謡全集　解説・楽譜付き（千藤幸蔵と共著）
- 見て読む本・絵でとく日本の歌（ヤマハミュージックメディア）
- 日本民謡選集（千藤幸蔵と共著）（ドレミ楽譜出版社）
- 懐かしのうたごえヒット集 歌詞・解説付（自由現代社）
- 歌でつづる20世紀 あの歌が流れていた頃 1901〜2000（ヤマハミュージックメディア）
- サトウハチローのこころ ことばの花束（佼成出版社）
- 日本のうた大全集 詩と解説（自由現代社）
- 心にのこる日本の歌101選（ヤマハミュージックメディア）
- ゼンオン歌謡ギター名曲選 1 簡単に弾けるタブ譜つき（全音楽譜出版社）
- ゼンオン歌謡ギター名曲選 2 簡単に弾けるタブ譜つき（全音楽譜出版社）
- ゼンオン歌謡ギター名曲選 3 簡単に弾けるタブ譜つき（全音楽譜出版社）
- よみがえる歌声喫茶名曲集75曲の歌詞と25曲のカラオケCD付き（英知出版社）
- 日本民謡事典（全音楽譜出版社）
- 歌謡曲おもしろこぼれ話（社会思想社）2002.2
- 詩と解説　日本のうた大全集 （改訂版）（自由現代社）2003.2
- 1冊でわかるポケット教養シリーズ　音楽ものしり事典（ヤマハミュージックメディア）2013.11
- 昭和歌謡 - 流行歌からみえてくる昭和の世相（敬文舎）2017.10

順不同、著作は約500冊。

## 出演
- ふれあいラジオパーティー「アイウエ歌謡曲」→あいうえ歌謡曲 （NHKラジオ第1放送・1993年10月4日～1998年3月28日、全147回）
- 昭和歌謡ショー（NHKラジオ第1放送　2011年～　不定期出演）
- 上記以外にも、NHKのテレビ、ラジオの音楽番組に多数ゲスト出演、解説を務めている。
- CBCサンデースペシャル・なんだかんだで生放送!! （CBCラジオ・1986年5月25日～1989年12月3日） - メインパーソナリティ[1]。番組内では「歩く歌謡情報誌」という異名をとった。共演は村井秀樹アナウンサー（当時）[1]。

### その他
- 各レコード会社のCD監修、解説、通信販売会社のCD、ビデオ大全集の監修、解説もおこなっている。

## 受賞
- 2007年度 日本童謡協会童謡文化賞
- 2008年度 板橋区区民文化特別賞
- 2015年　 JASRAC音楽文化賞